# Maleisisch Amateurkampioenschap golf
Het Maleisisch Amateur is een golfkampioenschap voor amateurs. Het is een van 's werelds oudste internationale golftoernooien voor amateurs. De eerste editie werd in 1894 op de Penang Golf Club in Bayan Lapas, in de Maleisische staat Penang, georganiseerd. De organisatie is in handen van de Malaysian Golf Association (MGA), die in 1929 werd opgericht.
Het toernooi levert sinds 2011 WAGR-punten op. In 2012 werd op Glenmarie de 110de editie van dit toernooi gespeeld. Er deden 125 spelers uit 18 verschillende landen mee.

## Lijst van winnaars
| - 1894: D.A.M. Brown - 1895: D.A.M. Brown - 1896: D.A.M. Brown - 1897: D.A.M. Brown - 1898: P. Fowlie - 1899: C.G.Glassford - 1900: C.MacBain - 1901: C.G.Glassford - 1902: A.B.Stephens - 1903: F.Ferguson - 1904: T.R.Longmuir - 1905: R.A.Campbell - 1906: R.A.Campbell - 1907: Capptain J.Kirkwood - 1908: D.A.M.Brown - 1909: C.V.Miles - 1910: G.R.K.Mugliston - 1911: C.T.Durward - 1912: J.L.Humphreys - 1913: J.Crabb Watt - 1914: C.J.Foot - 1915: R.T.Reid - 1916: J.Crabb Watt - 1917: Niet gespeeld - 1918: Niet gespeeld - 1919: J.L.Humphreys - 1920: G.Gibson | - 1921: E.P.Kyle - 1922: E.P.Kyle - 1923: E.P.Kyle - 1924: J.Crabb Watt - 1925: J.L.Hardie - 1926: W.J.Gibb - 1927: W.J.Gibb - 1928: E.P.Kyle - 1929: R.Craik - 1930: E.P.Kyle - 1931: W.H.Elkins - 1932: M.M.Paterson - 1933: M.M.Paterson - 1934: W.J.Gibb - 1935: R.Craik - 1936: W.H.Elkins - 1937: M.M.Paterson - 1938: C.A.R.Bateman - 1939: E.Laidlaw Thomson - 1940: G.Halliday - 1941: Niet gespeeld - 1942: Niet gespeeld - 1943: Niet gespeeld - 1944: Niet gespeeld - 1945: Niet gespeeld - 1946: Niet gespeeld - 1947: Niet gespeeld | - 1948: R.B.Lauriston - 1949: W.J.Gibb - 1950: D.A.O.Davies - 1951: R.R.Jackson - 1952: B.J.Newey - 1953: R.B.Lauritson - 1954: C.H.Beamish - 1955: C.H.Beamish - 1956: B.Lauriston - 1957: N.A.Harvey - 1958: D.W.McMullan - 1959: R.C.W.Stokes - 1960: F.H.Turner - 1961: S.C.Beaty - 1962: J.L.O'Sullivan - 1963: Darwis Deran - 1964: J.H.Mitchell - 1965: Darwis Deran - 1966: Phua Thin Kiay - 1967: Zaina Abidin Yusof - 1968: J.A.Deran - 1969: J.A.Deran - 1970: A.J.Malcolm - 1971: James Stewart - 1972: Hassan Ali - 1973: Brian Marks - 1974: TanYee Khan | - 1975: Nazamuddin Yusof - 1976: Eshak Bluah - 1977: Eshak Bluah - 1978: Chen Tse-Ming - 1979: Sumano - 1980: Peter Chong - 1981: Gooi Liong Kee - 1982: Barie Bluah - 1983: John Williamson - 1984: P.Segaran - 1985: Suffian Tan - 1986: Buari Sumaat - 1987: Lester Peterson - 1988: Nandasena Pereira - 1989: Stuart Bouvier - 1990: Robert Allenby - 1991: Shaine Tait - 1992: Stephen Leaney - 1993: Chang Tse-Peng - 1994: Mardan Mamat - 1995: Marcus Wheelhouse - 1996: Jarrad Moseley - 1997: R.Nachimuthu - 1998: Cameron Percy - 1999: Anura Rohana - 2000: Shiv Kapur | - 2001: Kao Bo Song - 2002: Eddy Lee - 2003: Luke Hickmott - 2004: Doug Holloway - 2005: Juvic Pangunsan - 2006: Andrew Dodt - 2007: Goh Kun Yang - 2008: Koh Dengshan - 2009: Thanyakorn Khrongpha - 2010: Mark Fernado - 2011: Daniel Bringolf - 2012: Gavin Kyle Green - 2013: Kevin Marques - 2014: Cory Crawford - 2015: Marc Ong - 2016: Lachlan Barker - 2017: Sadom Kaewkanjana - 2018: Witchayanon Chothirunrungrueng |